# 迪基利

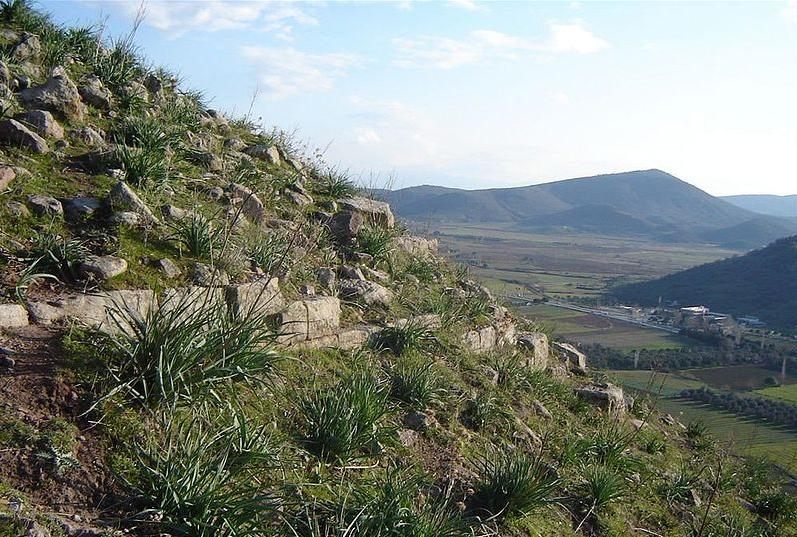

迪基利是土耳其的城鎮，由伊茲密爾省負責管轄，位於該國西部，距離首府伊茲密爾約120公里，面積510平方公里，海拔高度7米，2010年人口33,021。

## 外部連結
- Dikili Guide （页面存档备份，存于）
- http://www.dikiliguide.com/ （页面存档备份，存于）
- http://www.dikilide.com/ （页面存档备份，存于）